# Szynszyloszczur górski
Szynszyloszczur górski (Abrocoma famatina) – gatunek ssaka z rodziny szynszyloszczurowatych. Zamieszkuje w górach Sierra de Famatina w prowincji La Rioja w północno-zachodniej części Argentyny. Typowa lokalizacja: La Invernada, departament Famatina, prowincja La Rioja, na wysokości 3800 m n.p.m.

## Systematyka
W 1940 roku John Ellerman identyfikował A. famatina jako podgatunek szynszyloszczura szarego (A. cinerea), ale w 2002 Janet K. Braun i Michael A. Mares wykazali, że zwierzęta te stanowią odrębny gatunek. Jednak analiza z 2024 roku przeprowadzona w oparciu o dane molekularne wykazała że dystans genetyczny między A. cinerea i A. famatina jest na tyle mały, że A. famatina powinien być uznany za synonim A. cinerea.

### Nazewnictwo
Epitet gatunkowy famatina jest eponimem upamiętniającym lokalizację (Sierra de Famatina), w której w 1920 schwytano jedyne znane okazy. W wydanej w 2015 roku przez Muzeum i Instytut Zoologii Polskiej Akademii Nauk publikacji „Polskie nazewnictwo ssaków świata” zaproponowano dla gatunku nazwę szynszyloszczur górski.

## Budowa ciała
Szynszyloszczur górski jest gryzoniem o średniej wielkości.
Końcówki włosów sierści w części grzbietowej są jasnoszare, co sprawia wrażenie jasnego futra. Sierść na grzbiecie jest gęsta i stosunkowo długa (ok. 33 mm). W części brzusznej sierść jest wybarwiona na zróżnicowane kolory z szarym ubarwieniem włosa u nasady. Ogon jest dwukolorowy – w górnej części jasnoszary, a od spodu biały. Jest najkrótszy wśród gatunków Abracoma. Samice mają po dwie pary sutków. Siekacze tych zwierząt są duże.
|                                | wymiar     |
| ------------------------------ | ---------- |
| długość ciała z głową i ogonem | 164–182 mm |
| długość ogona                  | 108–117 mm |
| długość tylnej kończyny        | 28–30 mm   |
| długość ucha                   | 23–26 mm   |
| długość czaszki                | 43–45 mm   |
| masa ciała                     | 90–105 g   |

## Tryb życia
Szynszyloszczur górski prawdopodobnie wiedzie nocny tryb życia. Żyje w małych koloniach. Po ciąży trwającej 115–118 dni samica szynszyloszczura szarego rodzi 2–3 młode. Samice w ciąży lub karmiące młode obserwowano w okresie od sierpnia do grudnia.

## Rozmieszczenie geograficzne
Szynszyloszczur górski zamieszkuje w górach Sierra de Famatina w prowincji La Rioja w północno-zachodniej części Argentyny. Typowa lokalizacja: La Invernada, departament Famatina, prowincja La Rioja, na wysokości 3800 m n.p.m.

## Ekologia
Szynszyloszczur górski podobnie jak pozostałe gatunki z rodzaju Abrocoma jest ścisłym roślinożercą.

### Siedlisko
Oldfield Thomas zanotował jedynie (1920) relację pracownika (E. Boudini), który schwytał jedyne badane okazy, że szynszyloszczur samotny żyje w terenie skalistym, w szczelinach i rozpadlinach.

## Ochrona
Międzynarodowa Unia Ochrony Przyrody (IUCN) wymienia Abrocoma famatina w Czerwonej księdze gatunków zagrożonych jako gatunek o nieokreślonym stopniu zagrożenia (data deficient). Szynszyloszczur samotny jest znany tylko z sześciu okazów zwierząt schwytanych 19 marca 1920 przez E. Boudiniego.